# 中东路事件
中东路事件，又称1929年中苏冲突（俄羅斯稱為中國東方鐵路衝突或遠東衝突），是中國和苏联于1929年（民國十八年）发生的一次武装冲突，是北伐统一后中国军队第一次与外国交战。起因是当时主政东北的张学良欲以武力收回此前名义上置于中苏共同管理下的中东铁路的权益，导致苏联反击而引起这次冲突。
苏联以“自卫”为由再度出兵入侵北满，击溃东北军，重拾铁路所有权和运营权。战后东北军和苏方單方面签署伯力会议议定书，但南京国民政府认为地方军阀无权越过中央政府签定条约而不承认此协定。

## 背景

### 沙俄對東北的需求
中東路指的是“中东铁路”，即“中國東方鐵路”，原稱“大清東省鐵路”。1894年清朝甲午战争战败，1895年三国干涉还辽，沙俄转向清朝寻求回報。故1896年6月3日，清、俄簽訂中俄密約，其中一條為允許帝俄从清朝政府手中取得横贯中国东北修筑铁路的特权，以缩短西伯利亚铁路的路程。这条宽轨铁路连同从哈尔滨到旅顺军港的支线（实际上纵贯整个东北）到1903年全部完成，由清朝李鴻章命名为“大清東省鐵路”，簡稱「清東鐵路」，又作「東清鐵路」。
東清鐵路的实行，由清国与沙俄签订的《中俄合办东省铁路公司合同章程》及其附件《中俄银行合同》书明，主要条款有：清政府现以库平银五百万两入股中俄合办东省铁路公司；该公司路成开车之日起，以八十年为限；八十年限满之日，所有铁路及铁路一切产业，全归中国政府，毋庸给价；又从开车之日起，三十六年后，中国政府有权可给价收回，按计所有本银，并因此路所欠债项，并利息，照数偿还。按約定看，東清鐵路原本由清帝國与沙俄合办，拥有沿铁路两侧数十公里宽地带的行政管理权甚至司法管理权，中俄分担要职。但因满清羸弱，且義和團事件導致俄國入侵東北，嚴重加剧清帝國对东省铁路控制力的喪失，实际由沙皇俄国主管，于是在东北的心脏地带出现一个远比普通租界规模庞大得多的不受中国管理的“国中之国”。沙皇俄国也得以方便地控制整个中国东北地区，引發日本的不快。

### 日本的介入
日俄战争爆发后，日本控制长春以南的路段，一般称为南满铁路；长春以北的路段则继续被俄国控制。东清铁路全线原为俄国的1,524mm宽轨，日俄战争期间日本占领长春以南路段后一度改为1,067mm窄轨，1905年日俄《朴次茅斯和约》确定日本取得长春以南路段，改称为南满铁路后，又改为1,435mm的标准轨，并能与中国的铁路联通，而与长春以北不能直通。1912年，清朝滅亡，中華民國建立，由“清东铁路”改稱“中國東方鐵路”，簡稱“中东铁路”。
1917年俄国二月革命后，沙皇俄国亦灭亡，长春以北路段转为由中華民國和俄罗斯临时政府（最初由李沃夫王公与克伦斯基领导）合办。
1917年末，俄国十月革命后，俄国内战爆发，协约国武装干涉俄国内战，参战协约国13国包括中华民国北洋政府站在克伦斯基及高尔察克的临时政府一边。列宁在1919年7月和1920年9月两次发表对华宣言，废除沙俄与中国签订的不平等条约和俄国在华特权，同时提出无条件将中东铁路交给中国。北洋政府因一直不承认布尔什维克政权拒之不理。
1920年3月中东铁路工人大罢工后，中国军队解除铁路沿线白俄军武装，接管路务。1920年10月31日北京政府收回司法权，颁布《东省特别区法院编制条例》，规定中东铁路附属地改称东省特别区。但1922年苏联成立并为北洋政府承认后，本說要改为废除一切损害中国主权的条约，而中东铁路卻改口稱系商业性质，须由两国共管。此時基本仍维持“国中之国”的状态。

### 與蘇聯共管時代
1922年2月28日，中俄议定《中东铁路大纲》，规定中东铁路由中国政府特设机构管理。1922年11月24日，东三省保安总司令部宣布，中东铁路沿线11公里以内区域，划为东省特别区，设东省特别区行政长官，所有特别区内之军警、外交、行政、司法各机关均归护路军总司令兼东省特别区行政长官监督节制。
1922年12月，苏联正式成立，1924年5月31日，中苏双方代表顾维钧与加拉罕在北京签订《中苏解决悬案大纲协定》。其主要内容是：苏联方面废除沙俄时代签订的一切损害中国主权的条约，放弃一切租借地、领事裁判权、治外法权及庚子赔款等；中东路纯系商业性质，由两国共管。同一天，两国还签订《中苏暂行管理中东铁路协定》，就如何管理中东路，做出具体规定。其中包括：设立中东路最高议决机关理事会，理事长为中方人员，副理事长为苏方人员；铁路局是业务机关，设局长1人，由苏方担任，副局长2人，中苏各1人，正副局长由理事会委派，由各国政府核准；路局各处正副处长由理事会委派，如处长为俄人则副处长为华人，处长为华人则副处长为俄人；路局各级人员构成的原则是双方各半。由于中东铁路处于奉系军阀张作霖的统治区域内，1924年9月，苏联又与东北当局签订《奉俄协定》，这一协定除说明要贯彻上述中苏协定的有关内容外，苏方終於还作进一步的让步，中东路无偿全部交给中国的期限，从沙俄时代规定的80年缩短为60年，并在此期间内允许中国赎回。
1925年底奉军与冯玉祥国民军开战，苏联支持冯玉祥。1925年12月，以张作霖军队累计拖欠中东铁路管理局的债款达1,400万卢布为由，中东铁路管理局局长伊万诺夫决定禁止张作霖军队使用该铁路运输部队和军用物资，拒绝奉军利用中东路运兵南下。奉军护路司令张焕相一度拘捕苏联中东路局长伊万诺夫，苏军则向满洲里集结，苏联驻北京大使加拉罕向中国政府提出最后通牒，限三日内放人。后经日本调停，张作霖下令释放伊万诺夫。
1927年“四一二事变”后，蒋介石政府奉行“反共绝俄”政策。在1927年12月初召开的国民党二届四中全会预备会议上，正式通过《对苏绝交决议》。1927年底，南京政府又以苏联驻广州领事馆及国营商业机关为中共广州暴动的指挥机关，颁令撤消对苏联领事的承认，封闭苏联在华（主要集中在沪）的大多商业机构。

### 張學良的打算
1928年6月皇姑屯事件爆發，张作霖被日本关东军在北宁铁路上刺殺而死，张学良继任，统领奉系。这时张学良面对的局势是日本在东三省步步紧逼，有发生军事事变，变为日本的直接殖民地的危势。1928年7月1日，张学良向国民政府发出《绝不妨碍统一电》；1928年12月29日，宣稱接受國民政府管轄，即日改悬国旗，东北易帜（从民初的五色旗换成南京的青天白日滿地紅旗），完成中国表面上的统一。张学良随即被南京政府任命为东北边防司令长官、全国陆海空军副司令，此时年仅28岁。
1929年1月11日，张学良诱捕并枪毙东北军中掌握实权的杨宇霆和常荫槐。
同期，1928年6月南京政府外交部长王正廷发动一场以修订不平等条约为中心的“革命外交”，将列强在华特权分为五类，革命外交将分为五期进行，包括恢复关税自主权、取消治外法权、收回租界、收回租借地，以及收回铁路利权、内河航行权、沿海贸易权等。在南京政府革命外交取得进展后，张学良积极响应。
张学良把目标定在苏联控制的中东路，而不是日本控制的南满铁路上，主要是因为张国忱（东北保安司令部俄文主任秘书）的密友白俄将军托马舍夫斯基称：苏联正在实行的农村集体农庄化，没收富农的土地、贫农的口粮，导致与农民的尖锐对立，破坏农业生产，最终导致苏联陷入严重的饥荒，传统粮仓乌克兰饿死成百上千万人，农民奄奄待毙，对于苏维埃政权极度不满；世界各国自一月剧变后高度敌视布尔什维克，西方列强在外交上不承认苏联。张国忱接受他的白俄顾问的意见，就向张景惠与张学良宣传。张学良认为收回中东铁路路权，苏联此刻内外交困无力反抗，各国也必会乐见其成。张学良在同苏联进行数轮外交谈判不见丝毫效果，决定采取强硬态度，对苏联的经济机构进行查封。
张学良認為红白两大帝国主义（苏、日）对中国东北进行疯狂渗透，导致北患无休无止。张学良的东北政府决心夺回失去的主权，并切断苏联对中国共产党的支持。
张学良的东北当局单方面收回中东路路区的警务、市政、税务、教育、地亩等主权，苏联方面都没采取强硬的报复措施。东北易帜前，1928年12月24日，张学良指示东省特别区行政长官张景惠强行收回中东铁路电报局与哈尔滨市自动电话局。苏联驻沈阳总领事库兹涅佐夫提出抗议，要求偿付安置费100多万元，但没有做出更激烈的反应。1929年3月1日，东北当局再就中东铁路权益问题向苏联方面提出交涉，苏方再度退让，将该铁路原由俄国人担任的商务、机务、车务、总务、会计、进款等6处正处长的职位，让予中国人担任。但要求中国方面承认中东路苏联工会。1929年4月，张学良召集张作相、张景惠、吕荣寰（中东路督办）、刘哲（中东路理事）等讨论中东铁路的问题。张学良故此认为苏联态度软弱，不久即收回中东铁路哈尔滨气象观测站，驱逐教育厅苏联科长菲利博维赤出境，苏联亦予为默认。

## 經過

### 逮捕苏联外交官
1929年5月，东北政务委员会通过吕荣寰、张国忱分别提出的强制收回中东路的议案，决定由吕荣寰、张景惠负责执行。
1929年5月27日，东省特别区警察总管理处处长米春霖接到密报，指称“苏联将在哈尔滨领事馆召开远东党员大会”。张学良密电东省特别区长官张景惠，由米春霖率领军警以“俄人宣传赤化，显违奉俄协定”为由，突袭搜查苏联驻哈尔滨总领事馆，逮捕39人，同时搜出并扣押大批文件。被捕人员中，除有苏联驻沈阳总领事库兹涅佐夫外，多数是中东路沿线各站、三十六棚地区各苏联工厂职工联合会、苏联商船局，远东煤油局、远东国家贸易局等经理或委员。5月29日，张景惠又下令封闭哈尔滨、齐齐哈尔、海拉尔等地苏联领事馆。5月31日，苏联政府向南京政府提出抗议，要求释放其在哈尔滨领事馆被捕人员。“五二七事件”的爆发，成为“中东路事件”的开端。6月4日，南京政府外交部长王正廷致电张学良，称外交委员会对苏有可能“群议绝交”，询问东北方面有无抵抗的实力。6月5日，苏联当局要求释放其在哈尔滨领事馆被捕人员，表示愿意以缩小中东铁路局长权限作为交换条件。6月6日，张学良密电张景惠、吕荣寰：

“张长官、吕督办鉴：汉密。上月两公临行曾议定对东路施行步骤，进行如何，未敢催促。苏领馆事发生后，则我原定办法，自宜同时进行。良意对内两公须将意见交换，谋定后，不分彼此，照一定方针去做，且需极端机密，非重要僚属，不使参预。对外则东路仍本协定精神，要求履行，继续以前经过程序，向俄方催促，若再用延宕办法，则我方须利用此时机出以严厉之手段，解散职工会，封闭苏俄所设商号，其余检查电信，限制居民，驱逐不良分子，皆将次第施行，务达我方所希望而后已。望努力为之，有何困难，良当力肩之。取舍及因应方法，即由两公斟酌缓急，权宜行之。张学良。”

6月13日苏联增兵海兰泡，黑省当局亦调兵赴瑷珲增防。6月17日苏联增兵满洲里附近，万福麟派第三旅增防呼伦贝尔。

### 强行收回中东路
6月22日—25日，张学良在沈阳召开东北政务委员会的对苏会议，决定改编陆军屯兵吉蒙边界，接收中东路方法等问题。中东路历年铁路盈余很多，苏方局长主张用于建设，修建铁路，而吕荣寰（中东路督办兼任中东路中方理事长）等则要按股分利。办理对苏外交的东三省特区教育厅长张国忱（东北保安司令部俄文主任秘书）、邹尚友（东北边防军司令长官公署秘书，东北政务委员会机要秘书）、中东铁路理事李绍庚、范其光等。
7月7日，张学良抵达北平与蒋介石会晤，取得中央政府对强行收回中东铁路的支持。7月10日下午在北平，蒋介石、张学良、阎锡山、外交部长王正廷、亚洲司司长周龙光、民国驻苏外交代办朱绍阳举行会议。蒋介石决定对苏强硬、武力接管中东路、防止赤化，与苏断交在所不惜、一旦中苏开战，中央可出兵十万资助军费几百万银圆。会议决定收回中东铁路，驱逐所有俄籍人员之共产主义者的方针，并迅即付诸实行。
7月10日，东省特别区长官张景惠及中东路督办吕荣寰派军警及中方工作人员2,000余人强行收回中东路，接收和查封沿路的机关及设施，将苏方局长叶木沙诺夫、副局长艾斯孟特等苏联高级官员59人驱逐出境，并同时查封中东铁路苏联职工会、青年团、妇女部、童子军等团体，逮捕苏联人200余名。没收苏联商船队分公司、贸易公司、火油托拉斯分公司、纺织业托拉斯分公司等。中断同苏联的电报联络。关闭并查封苏联贸易代表处及国家进出口分局。此即“收回中东路权”事件。7月11日，苏联交通人民委员表示希望和平解决中东路问题。张景惠、吕荣寰等未予理会。7月13日，苏联政府向中国政府发出最后通牒，表示愿意通过谈判解决中东路问题，并提出立即召开会议处理中东路有关问题等3项建议。希望中国三日内答复，“倘不得满意之答复时，苏联政府迫于不得已，将取他种方法，以防卫苏联之所有权利”。
7月14日苏军在中苏边境接连举行军事演习和利用飞机进行示威飞行等军事示威行动，对中方展开心理战。。
7月17日，东北当局发表通牒，内称“苏联的中东路各机关为其赤化中心，依《奉俄协定》之规则，我国于中东路应有收回之权力”，“本月10日关于行政方面之执行事项，若解散铁路职工会，封存路局地亩，实行正副局长会同签字权，平均俄华用人权，皆于中东路有直接关系者也……而我于执行者，亦只强迫其履行协定，而非无条件之没收也。”
苏方对中方的答复十分不满，遂于7月18日发出第二次通牒，并召回驻华使节、商务代表及中东铁路苏籍人员，断绝中苏间的铁路交通，驱逐中国驻苏代表离境，与中国断绝邦交。蒋介石召集胡汉民、戴季陶、孙科等人开会讨论东北局势。他们一致认为，苏联只是恐吓，不会出兵。若苏联出兵，日本也将难以沉默。蒋介石对张学良表示，中央对苏作战已有全盘考虑，全国军队可随时增援，继续鼓动张学良对苏联采取武力威胁的强硬政策。7月19日，蒋介石在日记中写：“惟吾人深望能达绝交目的，而后对国内共党方有彻底办法耳！”
7月19日，苏联驻哈尔滨总领事梅立尼科夫回国。21日，总领事馆首批工作人员回国。
7月20日，苏联在黑龙江上扣留中国海城号、宜兴号两艘轮船。7月20日对中东路东端的绥芬河方面进行炮击（绥芬河战斗）.
7月21日至23日，苏联驻齐齐哈尔、哈尔滨、海拉尔、满洲里、黑河、绥芬河领事及海关职员和大量侨民经满洲里回国。至23日止，苏联人经满洲里回国者已达500余人，多半为妇女和儿童。23日，中东铁路500余名苏联员工呈请辞职，代局长范其光（中东铁路理事会理事）以其“无故辞职违则，妨碍路务”予以免职，至本日止苏联员工辞职或离职者593人。
7月23日苏联在乌苏里江和黑龙江扣留华轮，除航务局被扣5艘外，商船也有5艘被扣。沿江电报线亦被苏方割断。
张学良于7月25日同美国记者鲍威尔这样说：“中国人民乃爱和平、重公道之人民，尤不愿用强权。此次之事，实缘俄人利用中东路为宣传赤化之根据地，东路许多重要俄职员，皆与赤化运动有关。两次发觉，证据确凿，中国当然不能允许，乃迭请理事会同意更换此等赤化有关之俄员，而俄方终不之理。乃取断然处置，仍以代理名义，委派继任之人，以明系属暂局。”
7月26日苏方在中东路西端的满洲里朝3个方向进行炮击。7月28日，苏军步兵1个团、铁甲车3辆、炮4门，到十八里小站，割断通满洲里电线，勒令中国军警撤退。该站驻军1个排和4名警察，因寡不敌众，于晚7时撤退。7月29日，苏军炮击中国密山县当壁镇。
中苏8月4日在東甯縣戰鬥。

### 苏方回应
在东北军驱逐苏联领事馆并逮捕其人员后，苏联逮捕在苏中国商人。8月，中苏断交。斯大林在初期对如何做出回应犹豫不决，他怀疑东北军和国民政府受到英国人、日本人、美国人的资助，因此中国收回铁路是牵制性行动。斯大林命令成立红旗特别远东集团军，从远东当地招募士兵，还招募伏尔加德意志人，一个独立的布里亚特骑兵师、和一个苏联高丽人独立营，受原蒋介石最高顾问布柳赫尔指挥。
由于中国东北日本人的存在，斯大林对此有所忌惮。虽然伏罗希洛夫一再催促，斯大林还是犹豫于是否应对中国进行报复。但是，苏联驻日本东京总领事从日本一位人脉广泛的企业家处得到只要苏联不过度深入中国境内，日本不干涉苏联对中国的摊牌。斯大林于是同意出击。苏联动员包括预备队、边防部队在内，苏联红军20%的力量前往前线及周边地区。布柳赫尔起草作战方案，伏罗希洛夫坐镇赤塔设置野战总部。

### 战斗进程

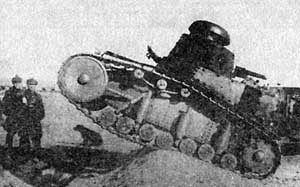
苏军投入的T-18。

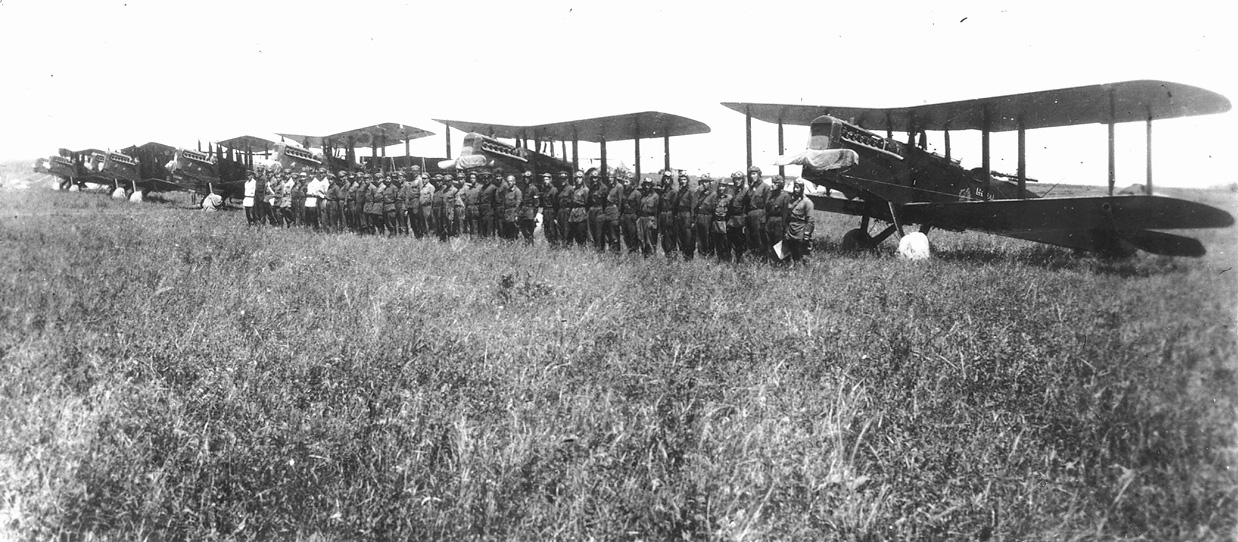
在草原列队的苏军R-1型轻型歼击机（Airco型战斗机, DH.9A的复制机型）。

1929年8月6日，苏联革命军事委员会发布命令成立红旗远东特别集团军，司令员为瓦西里·布留赫尔（加伦），参谋长阿尔贝特·拉平，革命军事委员会委员奥古斯特·梅济斯。司令部设在哈巴罗夫斯克。下辖3个步兵师（太平洋步兵第1师、阿穆尔步兵第2师、外贝加尔步兵第35师）、1个骑兵旅（库班骑兵第5旅），增加布里亚特蒙古独立骑兵营，总兵力号称有3万人之多。 远东区舰队的3个舰艇大队的浅水重炮舰和各类炮舰共14艘，1个扫雷舰分队，1个航空分队的14架作战飞机，以及1个海军陆战营，司令雅科夫·奥佐林。瓦西里·伊万诺维奇·崔可夫当时就在集团军参谋从事情报的收集和整理工作，康斯坦丁·康斯坦丁诺维奇·罗科索夫斯基任库班骑兵第5旅旅长。
由于这是当时东北易帜后的中国第一次受到外国的武力攻击，蒋介石以国民政府主席的名义通电全国要求抵抗到底。 苏联方面则指责中国军队和白俄军队越过边境发动袭击，并在河道当中放置水雷。 
而中国一方，张学良率领的旧奉军为主的东北军总兵力虽有27万人之众，但为了维持治安和防卫满洲南部，能用来对苏作战的人只有10万人左右。而东北军也未能得到其他方面的增援。战事爆发时，东北军在一线兵力约为6万人，但是准备仓促。负责中东路东线护路军的是吉林军的旅长丁超，西线护路军是黑龙江军的旅长梁忠甲，参谋长张文清。王树常率第一军驻守东线，胡毓坤率第二军驻守西线。在装备方面苏军也占据质量优势。火炮方面，苏军拥有包括十几门重炮在内的大约200门火炮，而中国军队只有135门步兵炮而没有重炮。同时苏军因为装备294挺重机枪和高机动性的268挺轻机枪，也在机关枪方面占据质量的优势。中国军队装备有重机枪99挺。空军方面苏联配备35架飞机，而中国军队有5架。
8月8日，苏军百余名携大炮2门、机枪3挺，在鸥浦县街南门外与中国陆军交战，互有伤亡。苏机5架在绥芬河市上空盘旋，鸣“空炮”200余响，在东山陆军防所附近及国界三道洞子各投弹1枚，后又来苏机27架在中国领空飞行数周而去。午后4时左右，苏军百余人占领满洲里红山嘴子。夜间进至三卡（即额尔德尼托罗辉卡伦）。8月9日，苏军40余人在距萝北县30里之古站设卡两道。遮断交通，掳劫行人。同日苏军300余名及军舰2艘占据距同江90里之胡家柈厂。 　
8月11日，中东路特警第三区警察总署将绥芬河东铁机务段第四段管内辞差的苏联职工53名以“变形罢工”名义解送护路军总司令部讯办。8月12日，北兆兴镇三间房、绥滨中兴镇、李家油坊等处被苏军2,000余人分头占领。苏军40余人乘小船8只到乌云县柳河屯登陆，打死保卫团多人，返回彼岸。 8月13日，苏联兵舰两艘，陆战队员300人，飞机两架，侵入黑龙江省绥东县境。8月13日，苏方用大炮攻击鸥浦县城，14日早县城失守，文书档案被焚毁，县政府迁至呼玛县属金山镇办公。
1929年8月13日，南京政府派参谋部军事厅长刘光到东北前线视察国防。8月15日，张学良下达对苏作战动员令，东北军一线兵力增至十余万人，相对苏军略占优势。东北边防军司令长官张学良动员东北军6万人，组成“防俄军”：
- 东北防俄军第一军军长兼任东路总指挥王樹常，参谋长李端浩（保定三期）
- 步兵第4旅旅长刘翼飞（保定五期）
- 步兵第12旅旅长張廷樞（张作相之子）
- 步兵第19旅旅长孙德荃（东北讲武堂）
- 暂编骑1师师长郑泽生
- 炮兵第2团团长黄永安（保定八期）
- 东北防俄军第二军军长兼任西路总指挥胡毓坤，参谋长刘忠干（保定五期）
- 步兵第5旅旅长董英斌
- 步兵第14旅旅长徐永和
- 步兵第15旅旅长梁忠甲，驻守满洲里
- 步兵第17旅旅长韩光第，驻守扎赉诺尔
  - 团长张继英
  - 团长何双奇
  - 14团团长林选青
- 步兵第24旅旅长黄师岳
- 骑兵第3旅旅长张树森
- 炮兵第5团团长张福山
- 工兵第1营营长周葆全
- 预备军军长周濂

8月15日，南京政府外交部部长王正廷向蒋介石报告中苏交涉情形，表示坚决收回中东路管理权。16日，外交部长王正廷向新闻记者称，如苏兵再侵入，中国将采取强硬的态度。8月16日，张学良在接见美国《芝加哥日报》记者时宣称：“苏俄不顾国际信义，蹂躏非战公约，贸然遣兵，侵入我国境内。我们尊重非战条约，屡次退让，以明开衅责任。俄方如再进逼，是甘为戎首，故已准备一切，当出全力，决一死战。”

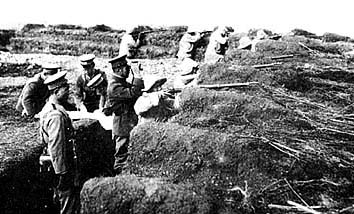
在战壕中展开的中国军队。

8月16日，苏军步兵两连、骑兵一连由苏境阿巴该图向扎兰诺尔中国阵地射击，双方战斗2小时，互有伤亡。午后2时30分，苏军步、骑、炮约一师兵力，由阿巴该图越境，向扎兰诺尔站进攻，炮击东北军阵地，双方激战5小时，苏军始退。根据当时胪膑县县长齐肇豫电称：“俄军此次越境，据闻意在破坏扎站铁桥、断绝交通”。
8月17日，中国国民政府发表对苏联交战宣言。17日，中国当局停发苏联人员的出境执照。
苏军以中东铁路西端的满洲里——扎赉诺尔方向为陆上进攻的主要方向，红旗特别远东集团军在满洲里当面总共出动6,091名步兵，1,599名炮兵，配以包括76.2毫米以上火炮88门火炮（不包括步兵团属火炮），32架作战飞机，3辆装甲列车，9辆T-18轻型坦克。陆军部队包括：步兵第18军的第35，第36步兵师；第5骑兵旅；布里亚特蒙古骑兵营；装备T-18坦克的1个独立坦克连，第6航空分队，第25航空分队，第26轰炸机中队，第18军属炮兵营，第18工程营，以及1个铁道兵营。步兵第21师留在赤塔作为预备队未参战。东北军方面在满洲里——扎赉诺尔方向防御的是梁忠甲的第15混成旅和韩光第的第17混成旅。8月17日苏军即开始对满洲里、扎赉诺尔、扎兰诺尔的中国军队展开攻击。驻满洲里梁忠甲旅长报告战况称，所属三十八团、四十三团午后与来犯苏军步、骑兵一个团作战4小时，现仍处于对峙中。苏军在阿巴该图附近有一个师以上兵力，并有特种部队。苏军袭击海拉尔交涉员所属的七卡、八卡，双方交战一昼夜，中国军队败退。
8月18日晚10点30分，苏军又开始向扎赉诺尔东北军第43团2、3营阵地攻击。8月19日下午一时，扎赉诺尔四十三团阵地对面苏军又增兵约六、七百名。五时，苏军又出动飞机五架由阿巴盖图向十八里小站飞来，8月19日，苏军攻陷绥滨县城。8月20日早6时，苏军用铁甲列车运兵200余名，向梁忠甲部骑兵十团进攻，战斗1小时左右苏军退去。8月23日发生密山战斗。8月25日，苏军步骑兵四百余名，在扎贲诺尔驻军四十三团阵地右前沿约千米处构筑工事。
张学良于1929年8月25日在对中外记者谈话中指出：“外人对东省此次举动，所多误解，认为系收回东路，破坏条约，实则吾人决无破坏1924年中俄协定、奉俄协定之意，因中国既经签字，决不愿破坏之”，“中国并无根本收回该路之意，所求是在免去此等运动赤化之俄员职务而已。且此次之事，中东路乃其极小问题，真正要点完全在俄人以中国作赤化根据，吾人不得不为自卫之处置。”
8月28日至30日发生汪清战斗。
8月底，南京政府外交委员会特派员郭同抵沈阳，与张学良商谈。张学良表示，对苏交涉遵照中央意旨办理。中央政府表示的全力支持，坚定张学良的抗俄决心。
8月31日，苏军大船炮轰黑河察哈彦等三卡伦，卡房被焚毁。9月4日，苏军以异常猛烈的火力向驻扎兰诺尔的四十三团、三十八团阵地右翼轰击。9月9日下午4时，苏军约一个团，在大炮掩护下，由十八里小站方面向满洲里车站中国军队发起猛攻。晚8时30分，苏军撤退。下午4时，苏机8架轰炸绥芬河车站，中方伤亡50余人，一团长受伤。9月16日夜，苏军百余名袭击胪膑县库克多博卡哨卡，焚毁卡房。
9月18日苏联政府向各国大使宣布，关于中东铁路问题，苏方始终主张和平解决，而中国态度虚伪，毫无诚意。认为今后之交涉无望，以前经过德国调停一切交涉断然中止。此后对于中俄国境惹起一切不祥事件之责任，苏概不承担。苏军于9月19日攻陷绥滨。
9月28日，苏军200余人攻打毕拉尔河（即十一卡），打死卡官吕得祥；打死打伤卡兵及男女百姓百余人。室韦县长及九卡、十卡亦先后退至河坞以南。
10月2日，苏军步兵千余人向满洲里三十八团三营阵地进攻，双方战斗激烈。满洲里之战爆发，随后又不断以飞机大炮掩护向满洲里车站各阵地进攻，双方战斗到3日晨。
10月4日，东北边防军司令长官公署拟定《国民义勇军组织条例》，内称，“赤羌寇边，首在抗御，凡属国民或团体有为国牺牲效命疆场之志愿者，投为义勇兵、义勇军”。条例规定，名义上属个人者，定为国军义勇兵，属于团体者定名为国民义勇军。
战斗进行最激烈的10月到11月之间，苏军大幅增强己方战力。据中方的观测，苏军在中苏边境部署海陆空将近8万人规模的军队
在东线，经过三江口、同江、富锦三次战役，苏军连连得手，东北军节节败退。雅科夫·奥佐林指挥的远东区舰队与东北军松花江江防舰队交火。当时，远东区舰队辖3个舰艇大队、1个扫雷舰中队、1个航空队（14架飞机）和1个陆战营。1929年10月12日凌晨五时，在松花江汇入黑龙江之处爆发三江口水战，据中方侦查的参战苏联舰艇包括：斯加斯克率领的旗舰“斯维尔德洛夫”号浅水重炮舰、“孙中山”号浅水重炮舰、“红色东方”号浅水重炮舰，“列宁”号浅水重炮舰、“红旗”号内河炮舰、“无产者”号内河炮舰；计有152毫米大炮4门，120毫米大炮26门，85毫米高射炮6门，37毫米高射炮8门并有飞机十余架支援。由于东北海军司令沈鸿烈和江防舰队舰队长尹祖荫都离开同江前线，东北江防舰队则由“江亨”舰长尹祚干代理指挥“利捷”（旗舰）、“利绥”、“江平”、“江安”、“江泰”等六艘浅水炮舰，及“东乙”号武装驳船作为拖拽炮台。除“江亨”为550吨，“利济”为360吨，其余均在200吨以下，全舰队120毫米炮5门。江平、江安、江太、利捷、东乙等5舰被击沉，利绥舰受重伤逃回富锦。中方声称击伤苏联2艘、击沉1艘军舰，击落2架战机；但据苏方记录，苏军战死5人，负伤24人。三江口水战同时，苏联两艘炮舰掩护“劳动”、“卡尔·马克思”、“马克·瓦良金”、“巴维尔·茹拉夫列夫”号四艘武装轮船搭载步兵第2师沃罗恰耶夫团的一个营四百多人在同江县城以东约5公里处登陆，进攻中国军队驻地。守卫该地区的东北海军陆战大队和陆军第九旅的孟昭林营协同抵抗，击退苏军的首次攻击。东北军损失惨重，伤亡官兵500余人，海军陆战队大队长李润青以下70余人被俘。第二天苏军撤出同江县城。沈鸿烈星夜赶回富锦。10月14日，东北军先后把6只拖船、2只商船和2艘军舰沉在富锦下游14公里处的航道上，形成堵塞线；并在附近设置坚固的炮兵阵地和长达13公里的掩体线，破坏从同江到富锦公路上所有桥梁。在同江之战中，据沈鸿烈报称，东北海军伤亡500多人（包括海军陆战队），军舰被击沉4艘，重伤1艘，“海骏”号炮艇（45吨）被苏军俘获，改名“Pobieda”号；陆军阵亡营长孟昭林以下军官17名、士兵350名；中方公布苏军飞机被击落2架（也有资料称是1架），苏联军舰被击沉3艘，伤4艘，人员伤亡300余名。
10月15日，苏驻哈尔滨领事馆被捕之苏联人员被东省特别区法院判刑。10月18日苏军在同江前线完全撤出国境后，东北军第九旅的路永才、张佐臣两个团收复同江县城。10月19日东省特区当局以“有接济共党嫌疑”，对苏联远东银行实行监管，由市政局，总商会和银行公会组成保管远东银行财产委员会。10月21日南京外交部电令驻德国公使蒋作宾中止与苏联谈判。
10月30日，远东区舰队司令雅科夫·奥佐林由苏联远东特别集团军革命军事委员会授权，负责指挥进攻并消灭富锦一带中国军队。他把所辖的兵力编为两个组，第一组为突击队，由他亲自指挥，包括浅水重炮舰“红色东方”号、“孙中山”号，炮舰“红旗”号、“无产者”号、“布里亚特人”号，布雷舰“有力”号，装甲艇“巴尔斯”号和两艘扫雷舰，其任务是歼灭停泊在富锦的江防舰队残部。第二组由步兵第2师师长И·奥奴弗里耶夫指挥。该组编有浅水重炮舰“斯维尔德洛夫”号，炮舰“贫民”号和运输队的轮船，负责运载沃罗恰耶夫团和第五阿穆尔河团登陆，攻占富锦；另有“列宁”号浅水重炮舰，任务是掩护突击队，派遣水兵占领同江，并负责掩护舰队主力后方。中国方面，陆军集中两个步兵旅、三个骑兵团和一个警察队；海军方面，“江亨”舰驻守富锦，“利济”舰驻守绥滨，“利川”号拖船在富锦以东30华里的高家屯，“江清”舰和舰队长尹祖荫在依兰。31日早9时，苏舰7艘突然破坏拦江索，进入富锦江岸，与中国军队激战，有少数骑兵登岸。中方的"利绥"，"利川"舰先后自沉只有"江亨"舰参战，但仅发炮三发便自沉，此即富錦戰鬥。午后7时，苏船21艘由松花江上驶，骑兵一部由吐子元上陆，节节进逼富锦。9时，苏舰7艘靠近富锦江岸，步兵第2阿穆尔师步骑炮兵约六七百名登陆。东北军不战自溃，11时富锦县城被占。中国军队退向桦川。苏军将“文武机关分别焚烧”，通讯机关尽数破坏。将锦昌火磨等“所有面粉”“分给贫民”，并将“械弹及军需品尽数掠去”。11月1日晚，苏军步骑炮兵由东门撤走。2日晨苏舰陆续撤走。据苏方记载，此战有近300名中国军人战死，数千人被俘，而苏军只死亡3人，伤11人。中方松花江舰队全军覆没，同时有9艘商船被抓捕。11月初，北方天寒地冻，江水结冰，苏联军舰退往哈巴罗夫斯克，其步兵、骑兵也从陆路返回，东线战事基本结束。11月11日成立哈尔滨戒严司令部，15日宣布戒严。
西线的主要战场在满洲里与扎赉诺尔一带。从1929年8月起，这里的冲突接连不断，发生大小战斗100余次，苏军侵入中国内地百余公里。进入11月，战事升级，苏军后贝加尔集群司令沃斯特烈佐夫，辖步兵第21、第35、第36师，骑兵第5旅，331挺重机枪，166挺轻机枪，32架作战飞机，3辆装甲列车，58门轻炮，30门重炮，9辆T-18超轻型坦克。中方约1.6万人。主要有扎赉诺尔战役、滿洲里戰鬥、海拉尔战役三次战役。
1929年11月16日深夜11点，在满洲里当面的苏军隐蔽进入预定出发阵地。11月17日凌晨3时库班骑兵第5旅（旅长罗科索夫斯基）从阿巴盖图伊出发，步兵35师尾随其后，越过额尔古纳河结冰的河面，沿额尔古纳河东岸向扎贲诺尔的中国驻军后方迂回。中午在该城以东10-12公里处切断滨洲铁路，从城东进攻扎贲诺尔。在8辆T-18坦克（另2辆因机械故障未赶到战场）和战机的配合下向达赉诺尔数度进攻。11月18日晨，苏军骑兵第5旅向守备达赉诺尔的中国军队第17旅7千人发起进攻，旅长韩光第、团长张林雨战死，苏军战损一辆坦克。11月18日夜，苏军第35师继续围攻达赉诺尔；苏军主力乘势从达赉诺尔西进，转向满洲里。11月19日拂晓后，满洲里守军向东突围，7辆T-18支援苏军第36师步兵第108团从东向西进攻满洲里，在密集的炮火准备后发起攻击。当地守备的中国军队第15旅被苏联军队包围，在旅长梁忠甲、参谋长张文清以下近250名军官逃往日本領事館，11月20日之后向苏军投降（滿州里戰鬥）。据苏方记载，在达赉诺尔和滿州里的战斗中，中国军队1,500人以上战死、9,000人以上被俘，而苏联方面则死亡143人，失踪4人，受伤665人。中方大炮30門、装甲列車2列被苏军俘获。
苏军声称興凱湖方面的中国军队进攻伊曼（今达利涅列琴斯克），苏军以自卫的名义由苏军沿海州軍團和第1太平洋射击步兵師團于1929年11月17日开始轰炸密山，太平洋第1师和骑兵独立第9旅的部队向离边境40公里远的密山开进。苏联方面的记录显示，中国军队死伤1500余人被俘135人。苏军缴获机关枪6挺、迫击炮6门、马500匹、迫撃砲6門、馬200頭和大量机密文件。苏方的开战借口被认为是伪造。
11月23日苏机12架轰炸海拉尔。呼伦公安局等自海拉尔向博克图站撤退。24日苏军攻占海拉尔。据苏方记载，27日占领海拉尔时几乎没有抵抗。苏军在发现博克图的中国军队残部之后立即出动空军于28日对博克图站和中方军队实施轰炸。。

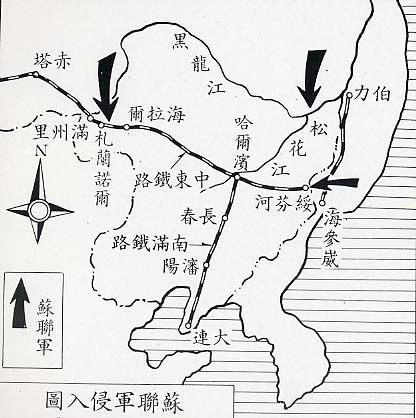
苏军进攻路线图

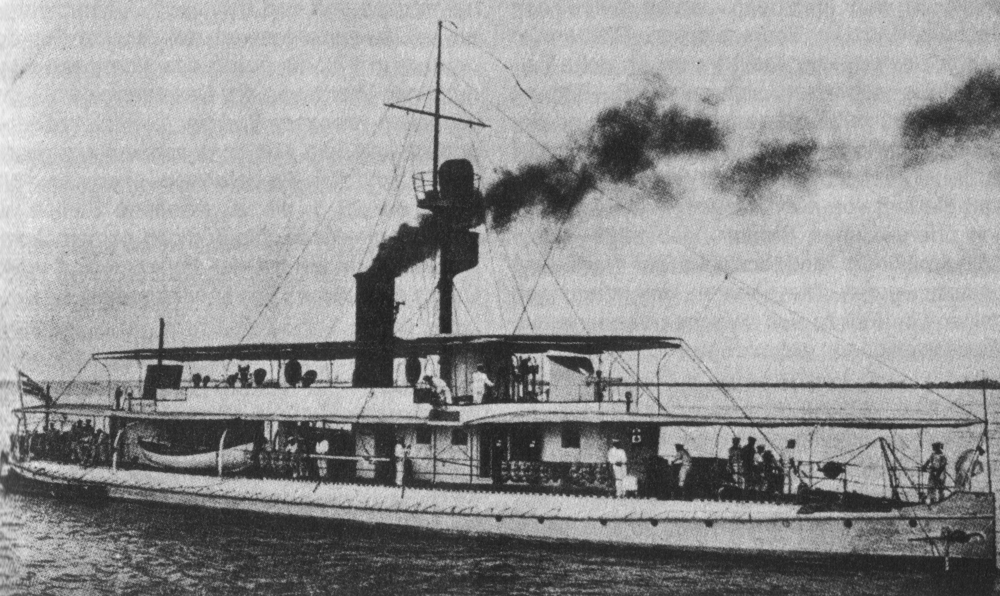
松花江舰队「利綏」（旧德国海军炮舰祖国号）德军服役时期的照片。该舰参加同苏军的战斗。

11月25日黑河市政筹备处令佛山县停止办公，办理迁移事宜。11月26日黑龙江省政府和东北边防军司令官公署决定，从本日起在齐齐哈尔宣布戒严，并委任窦联芳为临时戒严司令，所有驻省军警均归该司令指挥。

### 战争结果
中国军队损失巨大。一说战死1,690人，负伤2,210人，被俘6,900人，失踪1,800人。苏联一侧的资料则显示被俘人数达到9,500人。
战后远东区舰队有63名官兵荣获红旗勋章。
为表彰东北军为保卫国家进行的战斗，国民政府新设青天白日勋章，把第一号到六号勋章颁发给张学良、王树常、胡毓坤、于学忠、邹作华、沈鸿烈六位将领。

## 战后交涉
中国政府不得不在1929年11月26日求和，承诺恢复苏联对铁路的控制并“解除白卫军的武装，将其组织者和煽动者从中国东三省铁路驱逐”，并呼吁各国派遣调查团前往实地调查侵略苏联真相。张学良派出蔡运升与苏联谈判。美国国务卿亨利·刘易斯·史汀生做出回应，并要求英法一同参与。12月1日，美英法三国共同发布声明谴责苏联行为违反《非战公约》，并表示愿意调停。12月3日，英、美、法三国照会中苏两国，要求苏、中停止战争。但苏联拒绝第三国参与调停，建议苏、中两国协商解决。张学良接受苏联的建议，决定停战议和，和平解决中东铁路冲突。经过谈判，12月3日东北方面谈判代表蔡运升与苏联代表斯曼诺夫斯基在双城子签订了《停战议定书》。规定东北当局将中东铁路理事长吕荣寰撤职，由苏方推荐中东铁路局正、副新局长；双方重申遵守中俄、奉俄两协定。5日，蔡回沈阳报告。5日吕荣寰辞去中东铁路督办职务。12月6日，东北政委会决定承认《停战议定书》，并派蔡运升为正式会议代表。11日，郭福绵代理中东铁路公司督办。
12月16日蔡运升与苏方代表斯曼诺夫斯基（Арсений Арсеньевич Симановский）、梅里尼可夫在伯力外交公署开始中苏预备会议谈判。 
1929年12月20日，在国民政府明确指出未授权蔡运升签约的情况下，蔡运升在伯力（哈巴罗夫斯克）签订了《中苏伯力会议议定书》，协议规定两国立即息争，中东铁路恢复中苏合办，苏军尽速退出满洲里，彼此释放所俘军民，重设领事馆。议定书恢复了苏联在1929年7月10日以前在中东铁路的一切权益，“中东路事件”基本得到解决。草约正本存东北政委会，副本送外交部，内容：（1）东铁恢复一九二九年七月以前状况。（2）双方开释拒捕侨民。（3）双方尊重主权之独立。（4）双方恢复一部分领事馆，苏联恢复东省各处领馆，中国恢复远东各处领馆。（5）双方恢复营业机关。（6）一九二九年七月十一日以后，东铁路局所发布之命令，由新理事会分别彻去。（7）一九三十年一月二十五日在莫斯科开正式会议。（8）双方平均用人，裁撤白俄，补用华工。（9）双方即日撤兵。（10）本约自签字日起发生效力。
12月底，苏军开始撤军，但继续占领黑龙江和乌苏里江交汇处面积达360平方公里的黑瞎子岛等中国领土。中国方面则释放了冲突发生以来逮捕的苏方人员1400余名。苏方推荐鲁德义、简尼索夫为中东铁路正、副局长。1930年1月10日被苏军俘虏的东北边防军第十五旅旅长梁忠甲及所部官员自伯力回国，抵达满洲里。17日调回黑龙江省城整补。3月4日梁旅再次调驻满洲里，
对于“伯力协定”，南京国民政府发表声明，明确宣布蔡运升无权草签“伯力会议记录”，因而对“伯力会议记录”不予承认，并将蔡运升等人撤职查办。从1930年12月4日至1931年10月7日，国民政府派莫德惠与苏联交涉，先后就中东铁路问题举行过25次会议，始终未能取得结果。

## 各方态度及影响

### 南京政府
蒋介石与南京政府虽然支持张学良发动收回中东铁路、驱逐苏联商业机构的行动，但对于《伯力协定》的签订，南京政府一直持反对态度，蒋介石本人也是不同意的。张学良与苏联签署的《伯力协定》，南京政府对此并不承认，并称以张学良为首的地方代表无权参与国与国之间的谈判，这是一项超越了东北军代表权限的谈判。

### 對張學良的影響
中东路事件对张学良的冲击也是巨大的。1905年日俄战争证明日本军力尚在俄国之上。东北军面对苏联红军一败涂地，毫无反抗能力；面对盘踞已久的关东军应该更甚。中东路事件后，张学良对日交涉，采取了彻底的妥协退让路线。两年后面对突如其来的“九一八事变”，蓄意已久、周密准备、汹涌而来的日本关东军，张学良担心东北军孤军作战，做出“无谓的牺牲”，因而提出了“全国抗战论”。1931年9月18日深夜，张学良在他治疗重症伤寒病所住的北平协和医院召集在北平市的东北军高级将领开会，会上张学良说:
|  | 日人图谋东北由来已久，这次挑衅的举动，来势很大，可能再兴起大的战争。我们军人的天职，守土有责，本应和他们一拼，不过日军不仅一个联队，他全国的兵力可以源源而来，绝非我一个人及东北一隅之力所能应付。现在我们既已听命于中央，所以军事、外交均系全国整个的问题，我们只应速报中央，听候指示。我们是主张抗战的，但须全国抗战;如能全国抗战，东北军在最前线作战，是义不容辞的。这次日本军队寻衅，又在柳河沟（准确地名是柳条湖）制造炸毁路轨事件，诬称系我方的军队所为，我们避免冲突，不予抵抗，如此正可证明我军对他们的进攻，都未予以还击，更无由我方炸坏柳河沟路轨之理。总期这次的事件，勿使事态圹大，以免兵连祸结，波及全国。 |

当时各将领亦以张学良的主张为然，连夜即照荣臻所报告的内容电报南京中央政府。张学良在接见北平市各界人民抗日救国会代表时说：“我姓张的如有卖国的事情，请你们将我打死，我都无怨。大家爱国，要从整个去做，总要使之平均发展。欲抵抗日本，必须中国统一”。张学良对形势判断的依据是：中东路事件中，苏联是被动的，准备不充分，而东北军是做了充分准备的，东北军尚且失败；“九一八”事变是日本蓄谋已久的，早已作好充分准备，东北军孤军奋战，又谈何能取胜？1904年的日俄战争，俄国战败。日苏相比，日军当时战力强于苏联远东部队，那么，东北军与苏军作战都打不过，更何况要面对比苏联态度和战意更加强硬的日本人了。
实际1905年日俄战争中，日本海军大胜俄罗斯帝国海军，而日本陆军面对俄罗斯帝国陆军则付出巨大伤亡后惨胜，陆战中乃木希典两个儿子均阵亡，且距中东路事件时年代已久远；另以方面前俄罗斯帝国军人面对苏联红军一败涂地，毫无反抗能力，苏军面对盘踞已久的关东军应该更甚。1928年6月4日皇姑屯事件后，年轻缺乏经验的张学良难以服众，东北军面临内部分化。1929年1月11日，天还未明，张学良于奉天（沈阳）大南门里的大帅府内“老虎堂”诱杀了藐视之的东北军重臣杨宇霆和常荫槐，此后各将领均以张学良的主张为然。
1933年，下野后的张学良游历欧洲，通过驻法国大使顾维钧和马占山向苏联提出去参考观察的愿望。苏方以有损日苏关系婉拒。1936年8月，张学良两次与苏联大使鲍格莫洛夫会谈，提出订立“中苏军事同盟”共同对付日本。
1990年，张学良向唐德刚口述了自己的一生，整理后正式出版。该书7万多字内容中，关于中东路事件仅仅139个字。

### 中国共产党
中国共产党认为中东路事件发生的原因是“蒋介石执行亲帝反苏的外交政策，指使东北当局以武力夺占中东铁路”。
1929年7月12日，中共中央发出《反对国民党帝国主义进攻苏联》的宣言。1929年7月15日中共中央发出《关于中东路事件满洲省委的指示信》。指出「中东路事件不是蒋介石或张学良某一军阀的单独行动，而是他们在帝国主义指使下的共同行动，中苏共管中东路，在于不使中东路单独交给国民党政府，作为帝国主义反苏战争的根据地，国民党军阀所谓收回中东路自管，是欺骗群众，真意是想利用中东路事件掩盖其出卖民族利益的行动，从而转移群众视线，使群众走上反苏的道路。」指示信要求，省委必须集中所有的注意力，对付这一事件。
1929年7月20日中共满洲省委就中东路事件写给中央的报告指出，经过几次讨论，省委认为：
1. 中东路事件虽然是由国民党军阀出头，但它仍然是帝国主义对苏联武装进攻的开始；
2. 那种认为帝国主义加紧同苏联的矛盾，会减轻帝国主义相互间的矛盾的观点是不正确的；
3. 这一事件的前景会促进世界大战的爆发，使战争的准备时期更加缩短。[27]

7月22日，省委把对形势的分析意见写成政治通讯，发给各级党组织，并责成各级组织和黨員除了秘密的宣传、鼓动外，还要利用公开的可能，通过出版刊物、散发传单、张贴标语等各种形式扩大宣传，以「启发群众的觉悟」。
7月24日中共中央发出《动员广大群众反对进攻苏联》的42号通告。
陳獨秀等人則因反對「武裝保衛蘇聯」而遭到中國共產黨開除黨籍。劉伯承、葉劍英、黄平和伍修权等人響應蘇聯的號召，參與「远东工人游击队」，整个游击队共有三百余人，分为四个中队。游击队本来计划協助蘇聯進攻，但由于冲突很快结束，并未实际参战。
中國共產黨在蘇聯進攻中國東北的中東路事件中，積極維護蘇聯利益，贏得1935年7月共產國際第七次全世界代表大會的讚譽：（節錄）

共產國際執委會秘書處（七次代表大會的前夜）：

...在這種困難的環境中，在群眾的前面，提出「武裝保護蘇聯」的口號。...號召並組織群眾去進行英勇的鬥爭，去反對自己的政府、中國的軍閥和國民黨...中國共產黨在中東路事件中，表示了真正的、布爾什維克、無產階級的國際主義的模範。這不僅是中國共產黨和中國工人階級革命運動歷史上最光榮一頁，而且也是共產國際和國際工人運動歷史上最光榮的一頁。

隔天，共產國際季米特洛夫具體指示中國共產黨日後的工作任務，中共代表團王明，便依據其指示與國際會議決議文，於1935年8月1日，在莫斯科發表八一宣言。

## 结果
中国军人死伤及被俘人员至少9,900餘名（死亡2,000名，受傷1000－2,000名，被俘6,900－8500名）。据苏方统计，苏军被击毙821人，受伤729人。
中东路事件对中国造成了深远的影响。中国知道以当时的军事力量，同时对抗侵占蒙古的苏联和意图入侵满洲的日本，是暂时无法办到的。
中东路事件对日本加速入侵中国，起到了重大的促进作用。苏联势力的扩张使日本关东军更加急迫的想在满洲采取行动，而东北军的迅速溃败，暴露了这支军队外强中干的实际情况，也坚定了关东军绕开东京方面、单独在东北采取行动的信心以及决心。两年后（1931年），关东军便发动九一八事变。
張學良、王樹常、胡毓坤、于學忠、鄒作華、沈鴻烈雖未能於該役獲勝，但是積極抵抗蘇聯紅軍的態度與立場，讓他們獲得了中華民國國軍首批青天白日勳章。
斯大林因此次胜利而狂喜：“明显，我们远东集团军的人让（中国人）吓破了胆”。1929年12月5日，斯大林对正在休假的莫洛托夫自夸道：“我们非常粗暴地回绝了美英法干预的企图。我们别无选择。让他们知道布尔什维克是什么样的！我认为中国的地主们以后不会忘了远东军给他们的教训”。远东军被授予了红旗勋章。
苏联的军事行动加深了波兰和法国外交官的担忧。
1935年3月，蘇聯又將中東路讓售予滿州國。
中东路事件期间，苏占据中国领土黑瞎子岛，这是日后中俄在领土争端中最难解决的问题之一。该领土争议一直持续到2004年以協議方式，使中俄各得到黑瞎子岛领土的一半。2008年10月14日，半个黑瞎子岛正式從俄罗斯移交至中國。